# Christian Ruben
Christoph Christian Ruben, född den 30 november 1805 i Trier, död den 9 juli 1875 i Inzersdorf vid Wien, var en österrikisk målare.
Ruben var från 1823 lärjunge till Cornelius och väckte ett visst uppseende genom teckningar till glasmålningar i Münchens Aukirche och i Regensburger  Dom. Han målade även för slottet Hohenschwangau och kallades 1841 till direktör för konstakademien i Prag. Han utförde historiska väggmålningar i Prags Belvedere med flera. Hans mest berömda verk var Columbus, då han får se Nya världens kust. Arbeten av Ruben finns i Kunsthistorisches Museum, i Leuchtenbergska galleriet och i Nya pinakoteket i München. Åren 1852-1872 var han direktör för akademien i Wien. Rubens son Franz, lärjunge till sin far, vistades mest i Italien och målade historiska bilder och porträtt.